# Производственный фильм
Производственный фильм (производственное кино, производственная драма) — направление, связанное с художественным отображением в кинематографе (преимущественно — в СССР) социальных отношений участников сферы промышленного производства. Количество произведённых фильмов, выработанная стилистика позволяет киноведам говорить о производственном кино как об отдельном жанре.
Настоящий термин не следует отождествлять с понятием «научно-производственное кино» — фильмами прикладного значения, информирующими о новой технике, технологиях и прогрессивных методах труда в экономике.

## История формирования направления

### Зарождение
Интернет-ресурс «История кинематографа» связывает возникновение сюжетов о производстве с «рабочей темой» в широком социальном смысле понятия, называя, в первую очередь, фильм, который «перевернул эстетику мирового кино», — «Стачка» (С. Эйзенштейн, 1925 год). При этом источник упоминает, что индустриальный фон всегда был фотогеничным, одной из первых работ братьев Люмьер стала лента «Выход рабочих с фабрики» (1895 год).
Первым производственным фильмом сразу несколько киноведов считают картину «Встречный» (Ф. Эрмлер, С. Юткевич, 1932 год). Она во многом и надолго определила развитие кино на производственную тематику, типовые сюжетные ходы и персонажей: рабочий, расстающийся с вредными привычками, мудрый коммунист, скрытый враг-вредитель. При этом, если публицист Евгений Сулес отдаёт преимущество именно этой ленте, то историк кино Марк Зак, сравнивая её «индустриальный и кинематографический размах» с фильмом «Иван» (А. Довженко, 1932 год), считает эту дискуссию незавершённой, а выбор в ту или иную сторону не очевидным. Снижение политического пафоса, криминальная интрига с разоблачением внутренних или внешних врагов (саботажников, иностранных диверсантов, местных рвачей и т. п.), талантливые актёрские работы определили в прокате 1930-х успех последовавших производственных фильмов: «Три товарища» (С. Тимошенко, 1935 год), «Партийный билет» (И. Пырьев, 1936 год), «Шахтёры» (С. Юткевич, 1937 год), «Комсомольск» (С. Герасимов, 1938 год), «Большая жизнь» (Л. Луков, 1940 год) и так далее.
Безусловным кинематографическим апофеозом десятилетия стал культовый (по утверждению писателя и журналиста Петра Вайля) пропагандистский и, безусловно, производственный фильм «Светлый путь» (Г. Александров, 1940 год).

### 1945—1955 годы
Вторая мировая война в корне изменила проблематику европейского кинематографа вплоть до начала 1950-х годов. В своих первых попытках вернуться к теме мирного созидания режиссёры СССР использовали сюжеты менее социально острые, касающиеся крестьянского, сельскохозяйственного труда: «В степи» (П. Павленко, 1951 год), «Возвращение Василия Бортникова» (В. Пудовкин, 1953 год), «Свадьба с приданым» (Т. Лукашевич, Б. Равенских, 1953 год). Первым послевоенным фильмом о проблемах промышленного производства стала драма о династии рабочих-судостроителей «Большая семья» (В. Кочетов, 1954 год), которая явилялась не только безупречным идеологическим стандартом произведений о рабочем классе, но и заслужила международное признание за свои художественные достоинства (приз Каннского кинофестиваля за актёрский ансамбль 1955 года).

### 1955—1969 годы
XX съезд КПСС (1956 год) во многом изменил идеологические постулаты СССР. Перемены затронули все жанры и направления советского кинематографа. Часть кинематографистов практически отказалась от использования юмора в производственных лентах, тяготея к драматическим сюжетам: «Коммунист» (Ю. Райзман, 1957 год, почётный диплом Венецианского кинофестиваля), «Екатерина Воронина» (И. Анненский, 1957 год), «Случай на шахте восемь» и «Битва в пути» (В. Басов, 1957 и 1961 годы), и так далее. 
Другие не без успеха совмещали производственные темы с комедийными и мелодраматическими сюжетами: «Дело было в Пенькове» (С. Ростоцкий, 1958 год), «Иван Бровкин на целине» (И. Лукинский, 1958 год), «Девчата» (Ю. Чулюкин, 1961 год). 
Успех в освоении космоса серьёзно затронул кинематографические сюжеты и приоритеты, переместив анализ социальных явлений из заводских цехов, крестьянских полей в научные лаборатории: «Искатели» (1957), «Девять дней одного года» (М. Ромм, 1962 год), «Иду на грозу» (С. Микаэлян, 1965 год), позже — «Укрощение огня» (Д. Храбровицкий, 1972 год) и «Выбор цели» (И. Таланкин, 1974 год). При этом каждая из этих картин, являясь в той или иной степени талантливым художественным произведением, оставались отражением социальных и производственных конфликтов в космической и (или) оборонной отраслях народного хозяйства СССР.

### 1970—1991 годы
Наибольшего развития направление достигло в середине 1970-х годов, что стало следствием пропагандистской кампании, начатой КПСС с Постановления ЦК «О мерах по дальнейшему развитию советской кинематографии» (1972 г.)[когда?]. Её целью была демонстрация усилий правящей партии по модернизации социалистической промышленности и общества в целом на основе последних достижений научно-технической революции. С другой стороны, причины появления и использования тех или иных художественных приёмов кинематографа «об экономике»  на указанном этапе необходимо рассматривать в общем контексте идеологического и социального состояния общества в тех исторических условиях, которые обозначены сейчас как, так называемый «период застоя»: разочарование интеллигенции в результатах «оттепели», понимание невозможности преобразования административно-командной системы.
Примеры: Укрощение огня (1972), Здесь наш дом (1973), Выбор цели (1974), Премия (1974), Обретёшь в бою (1975), Обратная связь (1977), Однокашники (1978), Комиссия по расследованию (1979), Мы, нижеподписавшиеся (1981), Личная жизнь директора (1982), Магистраль (1982), Остановился поезд (1982), Зина-Зинуля (1986), Красная стрела (1986), Степан Сергеич (1989)